# Roll Bounce
Roll Bounce (em Portugal, A Febre dos Patins, no Brasil: Ritmo Alucinante) é o título do terceiro filme do cineasta Malcolm D. Lee, lançado em 2005. Aliando drama, romance e musical, a história se passa em Chicago no ano de 1978.

## Sinopse
"X" é um jovem negro que, junto com a sua turma, é forçado a ir para o lado rico e branco de Chicago quando o ringue em que praticava foi fechado. Ali se preparam para competir, encontrando dificuldades que vão além do preconceito, tendo de enfrentar adversários bons em patinação.

## Elenco
- Bow Wow - Xavier 'X' Smith
- Brandon T. Jackson - Junior
- Chi McBride - Curtis Smith
- Meagan Good - Naomi Phillips
- Jurnee Smollett - Tori
- Wesley Jonathan - Sweetness
- Marcus T. Paulk - Boo
- Rick Gonzalez - Naps
- Khleo Thomas - Mixed Mike
- Kellita Smith - Vivian
- Wayne Brady - DJ Johnny
- Paul Wesley - Troy
- Nick Cannon - Bernard
- Mike Epps - Byron
- Charlie Murphy - Victor
- Darryl McDaniels - D.J. Smooth Dee